# Centromerus caecus
Espèce
Centromerus caecus est une espèce d'araignées aranéomorphes de la famille des Linyphiidae.

## Distribution
Cette espèce est endémique de la région Tanger-Tétouan-Al Hoceïma au Maroc,. Elle se rencontre dans la province de Chefchaouen dans le parc national de Talassemtane dans la grotte Sef Lahmer.

## Description
Les femelles mesurent de 1,12 à 1,32 mm.

## Systématique et taxinomie
Cette espèce a été décrite par Lecigne en 2023.

## Publication originale
- Lecigne, Moutaouakil & Lips, 2023 : « Contribution to the knowledge of the spider fauna of Morocco (Arachnida: Araneae) – first note – on new records of cave spiders. » Arachnologische Mitteilungen, vol. 66, p. 44-71.